# Abner Biberman
Abner Warren Biberman (* 1. April 1909 in Milwaukee, Wisconsin; † 20. Juni 1977 in San Diego, Kalifornien) war ein US-amerikanischer Schauspieler, Regisseur und Drehbuchautor. Bei einigen Filmen verwendete er auch das Pseudonym Joel Judge.

## Leben und Karriere
Der Absolvent der University of Pennsylvania begann seine Schauspielkarriere am Hedgerow Theatre in der Nähe von Philadelphia, wobei er nebenbei Magazinartikel schrieb und als Schauspiellehrer arbeitete. Er zog nach New York und war zwischen 1934 und 1938 in acht Produktionen am Broadway zu sehen.
Gegen Ende der Dekade wechselte Biberman nach Hollywood, wo er sich schnell als Nebendarsteller etablieren konnte. Besonders oft wurde der kleine, markant aussehende Darsteller auf Gangsterrollen besetzt, etwa in Die wilden Zwanziger und Dünner Mann, 3. Fall (beide 1939). Eine komödiantische Variante seiner Gangsterrollen bot er 1940 als Diamond Louie in der Screwball-Komödie Sein Mädchen für besondere Fälle an der Seite von Cary Grant und Rosalind Russell dar. In den Jahren des Zweiten Weltkrieges wurde Biberman in mehreren Propagandafilmen in Schurkenrollen als Japaner besetzt, auch in anderen Filmen wie beispielsweise Aufstand in Sidi Hakim (1939) spielte er exotische Charakterrollen. Während Biberman in diesen Weltkriegsfilmen oft den Kriegsgegner mimte, war er in dieser Zeit auch Fluginstrukteur bei der United States Air Force.
Ab Mitte der 1940er-Jahre fungierte Biberman als Schauspiellehrer bei Universal Pictures, was seinen Einstieg in die Arbeit hinter der Kamera bedeutete. Parallel dazu nahm ab dieser Zeit die Anzahl seiner eigenen Filmauftritte ab, wenngleich er unter anderem noch 1950 an Anthony Manns Westernklassiker Winchester ’73 mitwirkte. Zu Bibermans Schauspielschülern bei Universal gehörten unter anderem Marilyn Monroe und Tony Curtis, letzterem half er bei dessen erstem Actionfilm dabei, mit den Kampfszenen zurechtzukommen.
Nach seinen jahrelangen Erfahrungen als Schauspiellehrer wurden Biberman bei Universal ab 1954 Regiearbeiten anvertraut. Er drehte insgesamt neun Kinofilme aus den Genres Western, Kriminalfilm und Abenteuerfilm, darunter Schonungslos (1956) mit Merle Oberon und Lex Barker sowie Schieß oder stirb! (1956) mit Fred MacMurray und Jeffrey Hunter. Sein letzter Film war Brillanten-Razzia mit Peter Falk aus dem Jahr 1967. Noch häufiger als im Kino arbeitete Biberman aber als Fernsehregisseur und wirkte in den 1950er- und 1960er-Jahren an einigen Serienklassikern mit, beispielsweise Die Leute von der Shiloh Ranch, Twilight Zone und 77 Sunset Strip. Er verfasste zudem ein Drehbuch, nämlich für den Film Rache auf Haiti (The Golden Mistress), seinem Debütfilm als Regisseur.
In den 1970er-Jahren ließ Biberman seine Karriere mit Gastrollen in Fernsehserien ausklingen. Bei seinem Tod im Juni 1977 hinterließ er seine Ehefrau Sibil und drei Söhne.

## Filmografie (Auswahl)

### Als Schauspieler
- 1939: Aufstand in Sidi Hakim (Gunga Din)
- 1939: Todesangst bei jeder Dämmerung (Each Dawn I Die)
- 1939: Nacht über Indien (The Rains Came)
- 1939: Die wilden Zwanziger (The Roaring Twenties)
- 1939: Dünner Mann, 3. Fall (Another Thin Man)
- 1939: Balalaika
- 1940: South of Pago Pago
- 1940: Sein Mädchen für besondere Fälle (His Girl Friday)
- 1941: This Woman Is Mine
- 1941: The Devil Pays Off
- 1942: Mabok, der Schrecken des Dschungels (Beyond the Blue Horizon)
- 1942: Little Toyko, USA
- 1943: The Leopard Man
- 1944: The Bridge of San Luis Rey
- 1945: Stahlgewitter (Back to Bataan)
- 1945: Unter schwarzer Flagge (Captain Kidd)
- 1950: Winchester ’73
- 1952: Viva Zapata!
- 1954: Die Lachbombe (Knock On Wood)
- 1954: Rache auf Haiti (The Golden Mistress)
- 1955: Elefantenpfad (Elephant Walk)
- 1956: Schonungslos (The Price of Fear)
- 1970/1973: Der Chef (Fernsehserie, zwei Folgen)
- 1974: Kodiak (Fernsehserie, Folge Red Snow, White Death)

### Als Regisseur
- 1954: Rache auf Haiti (The Golden Mistress)
- 1955: Plünderer am Pikes Peak (The Looters)
- 1955: Running Wild
- 1956: Schonungslos (The Price of Fear)
- 1956: Verdammte hinter Gittern (Behind the High Wall)
- 1957: Schieß oder stirb! (Gun for a Coward)
- 1957: Maverick (Fernsehserie, zwei Folgen)
- 1957: The Night Runner
- 1958: Flood Tide
- 1962–1964: Unglaubliche Geschichten (Twilight Zone; Fernsehserie, vier Folgen)
- 1963–1965: Mr. Novak (Fernsehserie, zehn Folgen)
- 1966–1971: Die Leute von der Shiloh Ranch (The Virginian; Fernsehserie, 25 Folgen)
- 1967: Brillanten-Razzia (Too Many Thieves)
- 1968–1969: Hawaii Fünf-Null (Hawaii Five-Nil; Fernsehserie, fünf Folgen)
- 1968–1970: Der Chef (Ironside; Fernsehserie, acht Folgen)